# Geografia Malawi

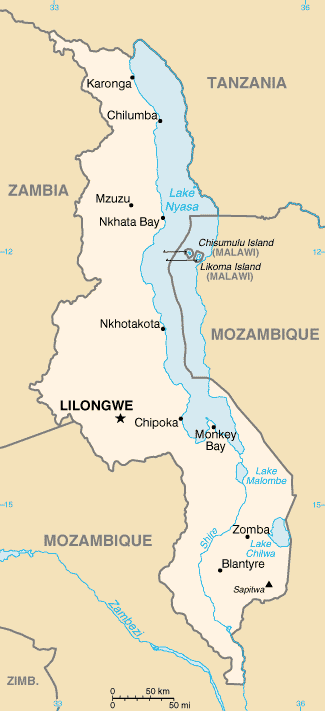
Mapa Malawi

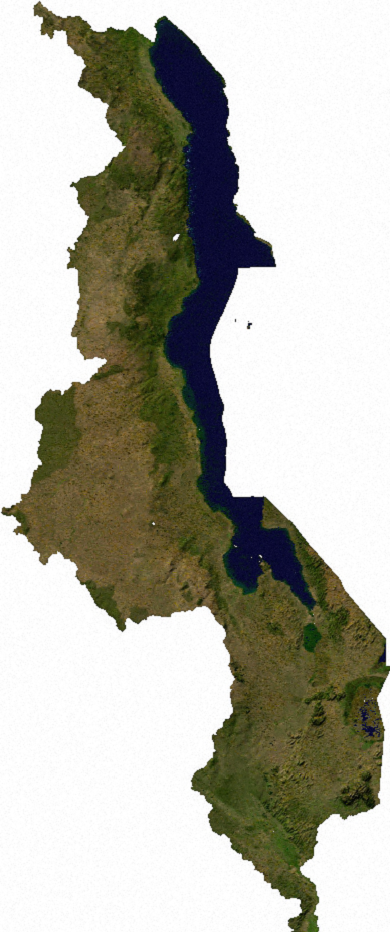
Satelitarne zdjęcie ukazujące kontur Malawi

Malawi jest państwem położonym w południowo-wschodniej części Afryki. Jego terytorium stanowi wąski, ułożony południkowo pas, leżący na zachodnim brzegu Jeziora Niasa. Kraj ten ciągnie się dalej na południe wcinając się głęboko w terytorium Mozambiku.

## Powierzchnia i granice
Powierzchnia – 118 484 km², co w przybliżeniu odpowiada 1/3 powierzchni Polski.
Skrajne punkty – północny 9°25'S, południowy 17°10'S, zachodni 32°48'E, wschodni 35°55'E. Malawi jest długi na około 840 km i szeroki na 120 km.
Graniczy z następującymi państwami:
- Mozambik – 1569 km
- Tanzania – 475 km
- Zambia – 837 km

Malawi jest krajem śródlądowym leżącym nad jeziorem Niasa.

## Budowa geologiczna i rzeźba
Przez cały kraj z południa na północ przebiega tektoniczny Rów Środkowoafrykański o średniej szerokości 80 km. W części północnej i centralnej wypełnia go Jezioro Niasa, które leży na wysokości 472 m n.p.m. Na południu natomiast leży dolina rzeki Shire. Rów otoczony jest krystalicznymi płaskowyżami pochodzenia prekambryjskiego. Płaskowyże są zbudowane z gnejsów, granitów, a w północnej części z kwarcytów.
Płaskowyże zachodnie są wysokie i wznoszą się od 1000 do 1500 m n.p.m., północne zaś są niższe i wznoszą się od 500 do 1000 m n.p.m. Owe formacje mają charakter lekko pofałdowanej równiny, urozmaiconej górami ostańcowymi. Nyika jest płaskowyżem leżącym na północy, równina Lilongwe wraz z górami Dedza, stanowi wyżynne obszary leżącej w centralnej części kraju. Na południu leżą płaskowyże Shire i Zomba, oraz góry Mlandżi z najwyższym szczytem Malawi – Sapitwa o wysokości 3002 m n.p.m. Wschodnie fragmenty kraju zaliczane są do Wyżyny Mozambickiej. Obszary na samym południu kraju przechodzą w nizinną dolinę rzeki Zambezi, która płynie 20-30 km od południowych granic Malawi.
Obecny kształt jaki posiada rzeźba terenu jest wynikiem silnych ruchów tektonicznych jakie miały miejsce w trzeciorzędzie. Druga przyczyna jaka miała wpływ na rzeźbę to postępująca od milionów lat peneplenizacja płaskowyży krystalicznych.

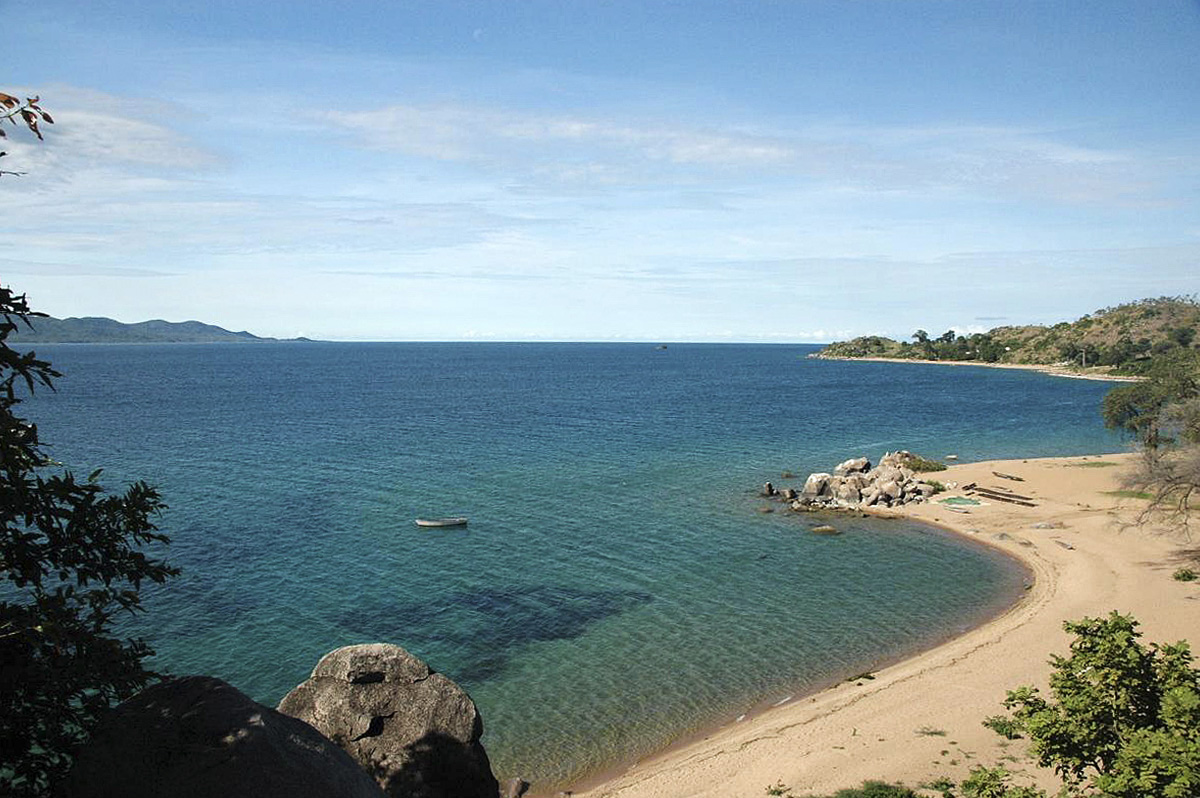
Jezioro Niasa/Malawi

## Klimat
Malawi leży w strefie klimatu podrównikowego o suchej odmianie, jedynie południowe krańce są wilgotniejsze. W górach Mlandżi występują piętra klimatyczne. Klimat Malawi charakteryzuje się dwiema termicznymi porami roku: chłodną od maja do sierpnia i gorącą od września do listopada, te oba okresy zaliczane są do pory suchej. Natomiast pora deszczowa trwa przeciętnie od listopada do kwietnia. W tymże okresie spada niemalże 90% wszystkich rocznych opadów.
Ukształtowanie terenu sprawia, że klimat jest zróżnicowany i posiada w wielu miejscach górskie odmiany. Są one mniej lub bardziej chłodne, dotyczy to zwłaszcza najwyżej położonych w kraju gór Mlandżi. W tych górach opady są bardzo obfite w stosunku do całego kraju i wynoszą średnio 2500 mm. Także temperatury są niskie, nie przekraczają w najwyższych partiach gór 15 °C.
Średnie opady w kraju wynoszą od 750 mm w dolinach do 1500 mm na płaskowyżach. Temperatury zaś układają się od około 20 °C w lipcu do 30 °C w październiku. Im wyżej tym jest chłodniej. Na płaskowyżach w najzimniejszym okresie roku te wartości wynoszą średnio od 14 do 16 °C. W najgorętszym okresie średnie temperatury wynoszą od 22 do 24 °C.

## Wody
Malawi należy do zlewiska Oceanu Indyjskiego. Sieć rzeczna jest dość zasobna, wszystkie rzeki w północnej i centralnej części kraju uchodzą do jeziora Niasa zwanego też Malawi. Jezioro to poprzez leżące dalej na południu Malombe odwadniane jest przez rzekę Zambezi, do której uchodzi rzeka Shire, sama zaś wypływa z jeziora Malombe.
Jedyne jezioro w kraju: Chilwa o powierzchni 1240 km², należy do dorzecza Rio Lurio. Sąsiadujące z nim Chiuta o powierzchni 520 km² należy do dorzecza Rovumy, gdzie ta uchodzi do Oceanu Indyjskiego.
Jezioro Niasa jest największym jeziorem Malawi, jednak leży ono na terytorium dwóch innych państw: Mozambiku na południu i Tanzanii na północny. Niasa liczy 30,8 tysiąca km², a jego głębokość wynosi średnio 600 m, maksymalna to 706 m.

## Gleby
W Malawi dominują gleby ferralitowe, a w szczególności na równinie Lilongwe. Czerwone nitosole występują na południowych płaskowyżach. W dolinie Shire występują fluwisole zwane madami.

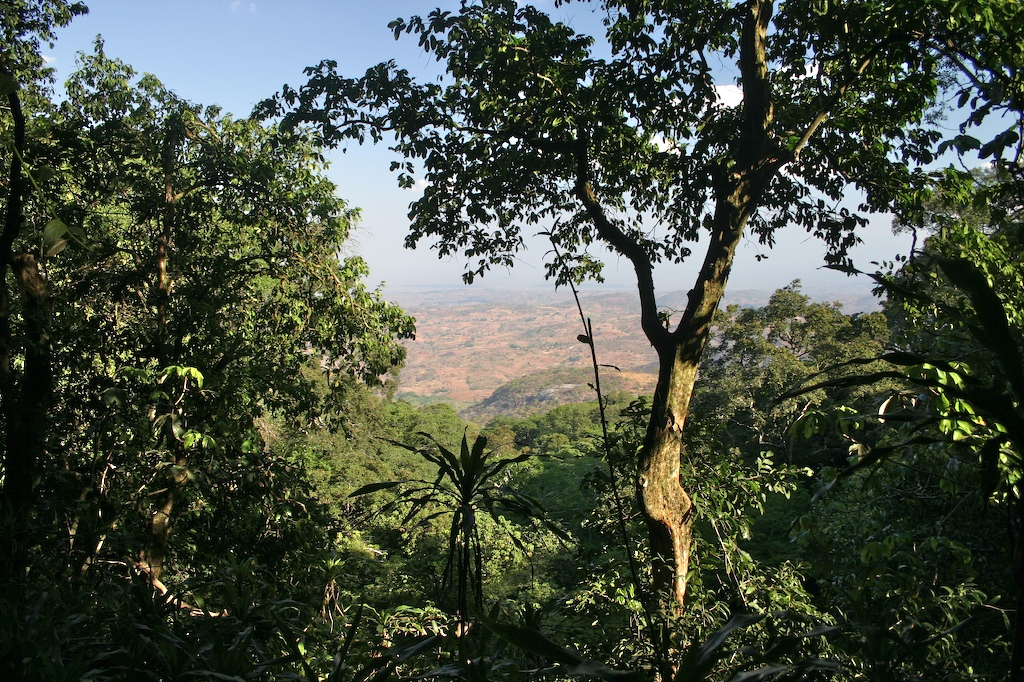
Las tropikalny w północnym Malawi

## Flora
Większa część kraju jest zdominowana przez sawanny, na których rosną akacje i baobaby. Na południu kraju sawanna jest sucha i niskotrawiasta. Nad rzekami rosną lasy galeriowe, zaś dolna część doliny Shire oraz jeziora Chilwa i Chiuta są pokryte bagnami. Lasy tropikalne koncentrują się w północnej części kraju i dzielą się na zrzucające liście w porze suchej i na wiecznie zielone. Te ostatnie występują jedynie na obszarach górskich, powyżej 1000 mm. Wszystkie lasy zajmują jedną trzecią powierzchni kraju.

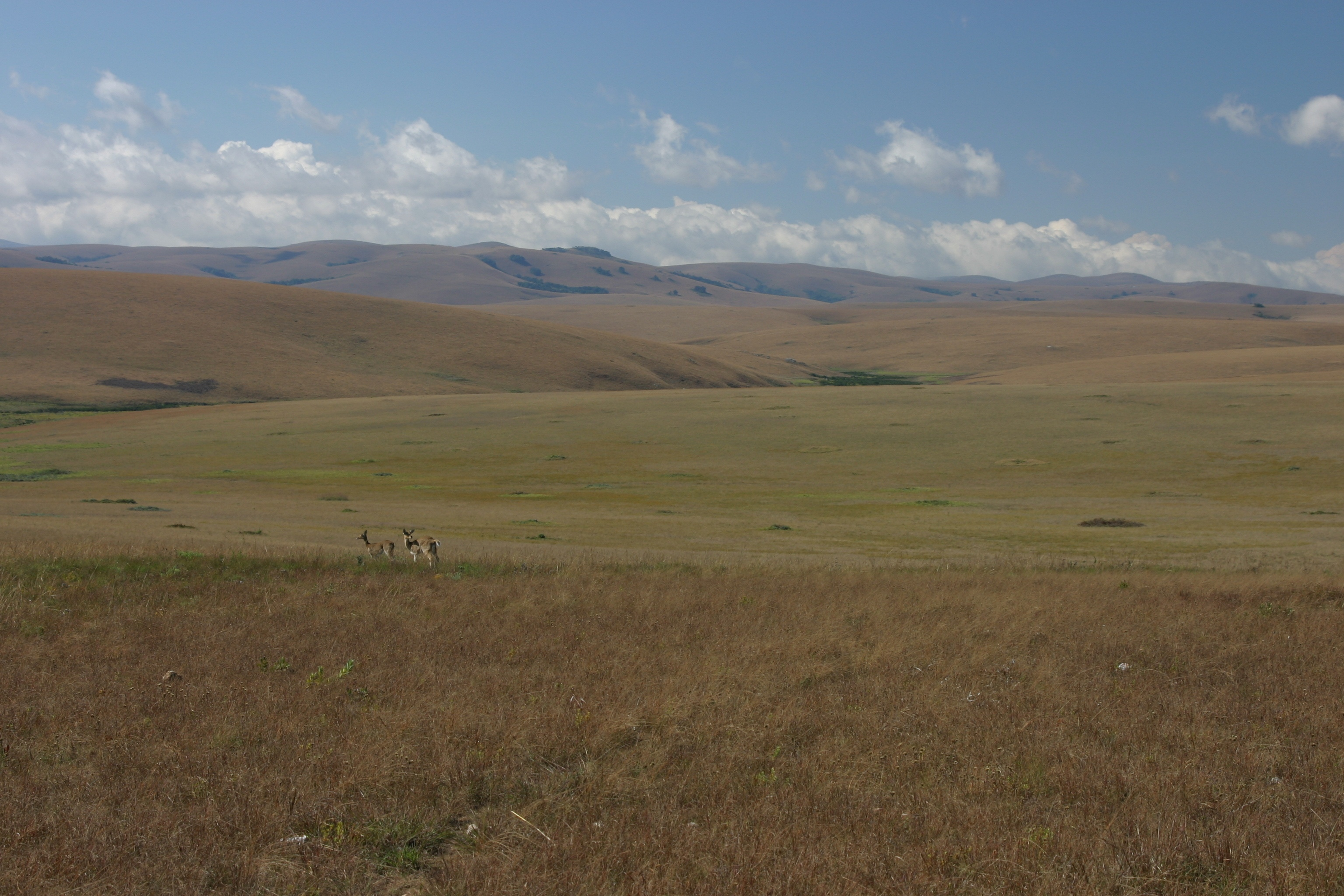
Płaskowyż Nyika

## Fauna
Świat zwierząt jest bardzo różnorodny, żyje tam prawie 200 gatunków ssaków i około 630 gatunków ptaków. Wiele gatunków zwierząt to gatunki endemiczne. Jeziora są zamieszkiwane przez perkozy i pelikany, ponadto występują czaple m.in. czapla purpurowa i biała. W Malawi występują dwa gatunki flamingów: Phoenicopterus roseus i Phoenicopterus minor. Z ptaków drapieżnych powszechnymi gatunkami są kanie, a także orły i jastrzębie. Na obszarze Malawi występują 4 gatunki papug i wiele innych gatunków ptaków. Jezioro Niasa także cechuje duża różnorodność zwierząt, gdzie żyje 230 gatunków ryb. Na sawannach żyją słonie, żyrafy, a z wielkich kotów powszechne są lamparty oraz lwy. Brzegi jeziora Niasa są zamieszkiwane przez krokodyle i hipopotamy.
Głównym zagrożeniem przyrody w Malawi jest nadmierna wycinka lasów. Powierzchnia lasów w latach 1970-1993 zmniejszyła się 53% do 36%. Władze kraju podjęły środki mające na celu ochronę fauny, jak i flory. 11,2% powierzchni kraju to obszary chronione. Funkcjonuje 5 parków narodowych, do których należą: Kasungu, Nyika, Lengwe, Liwonde i Lake Malawi.